# بسابا الشوف
بسابا الشوف هي إحدى القرى اللبنانية من قرى قضاء الشوف في محافظة جبل لبنان.
تبعد بسابا (الشوف) 50 كلم (8 مي) عن بيروت عاصمة لبنان. ترتفع 850 - 1100 م عن سطح البحر وتمتد على مساحة 461 هكتاراً (4.61 كلم²- 1.77946 مي²).